# Giorgos Muzakis
Giorgos Muzakis  (grec: Γιώργος Μουζάκης, Atenes, 15 d'agost de 1922 - 27 d'agost de 2005) va ser un destacat virtuós de la trompeta i compositor de música grec.

## Carrera
Nascut a Metaxourgeio, Mouzakis va actuar primer com a trompetista el 1938, gravant el seu primer àlbum el 1946. Va estudiar al Conservatori d'Atenes (1939–1947) i va continuar la seva formació a Àustria i Alemanya (1952–1954). Moltes de les seves composicions van ser per al teatre.
Compositor productiu amb influències de tango, bolero i bossa nova, l'obra de Mouzakis consta d'unes 2.500 cançons i cançons per a més de 200 obres de teatre, 20 comèdies musicals i unes 60 pel·lícules. Les seves composicions més conegudes són: "La dona esclava", (Η Σκλάβα), "La meva feblesa" (Αδυναμία μου), "Un amic del passatt" (Ένας φίλος ήρθε από τα παλιά) "Et xiulo" (Σου σφυρίζω), "l'Himne del Panathinaikos" (ο Ύμνος του Παναθηναϊκού) i moltes més.
Va ser membre de la Societat de Compositors Grecs i de l'Associació Nacional de Música i va actuar àmpliament a Grècia ia l'estranger, com ara Amèrica, Austràlia, Bulgària, Canadà, Polònia i Romania. Mouzakis, resident a Atenes, va rebre una distinció presidencial el 2003. Va rebre una menció a la millor banda sonora a la XVII edició de la Mostra de València per Akropol de Pantelis Vulgaris.